# Tjurpanneområdet
Tjurpanneområdet är ett naturreservat i Tanums kommun i Västra Götalands län.
Området är naturskyddat sedan 1968 och är 499 hektar stort. Reservatet omfattar ett kustområde på västra delen av Havstensundshalvön vid passagen Tjurpannan. Reservatet består av klippstränder, strandängar, hedlandskap och myrmarker. 